# Baltazaria crassicornis
Baltazaria crassicornis là một loài tò vò trong họ Ichneumonidae.